# Gustav Adolf Kuntz

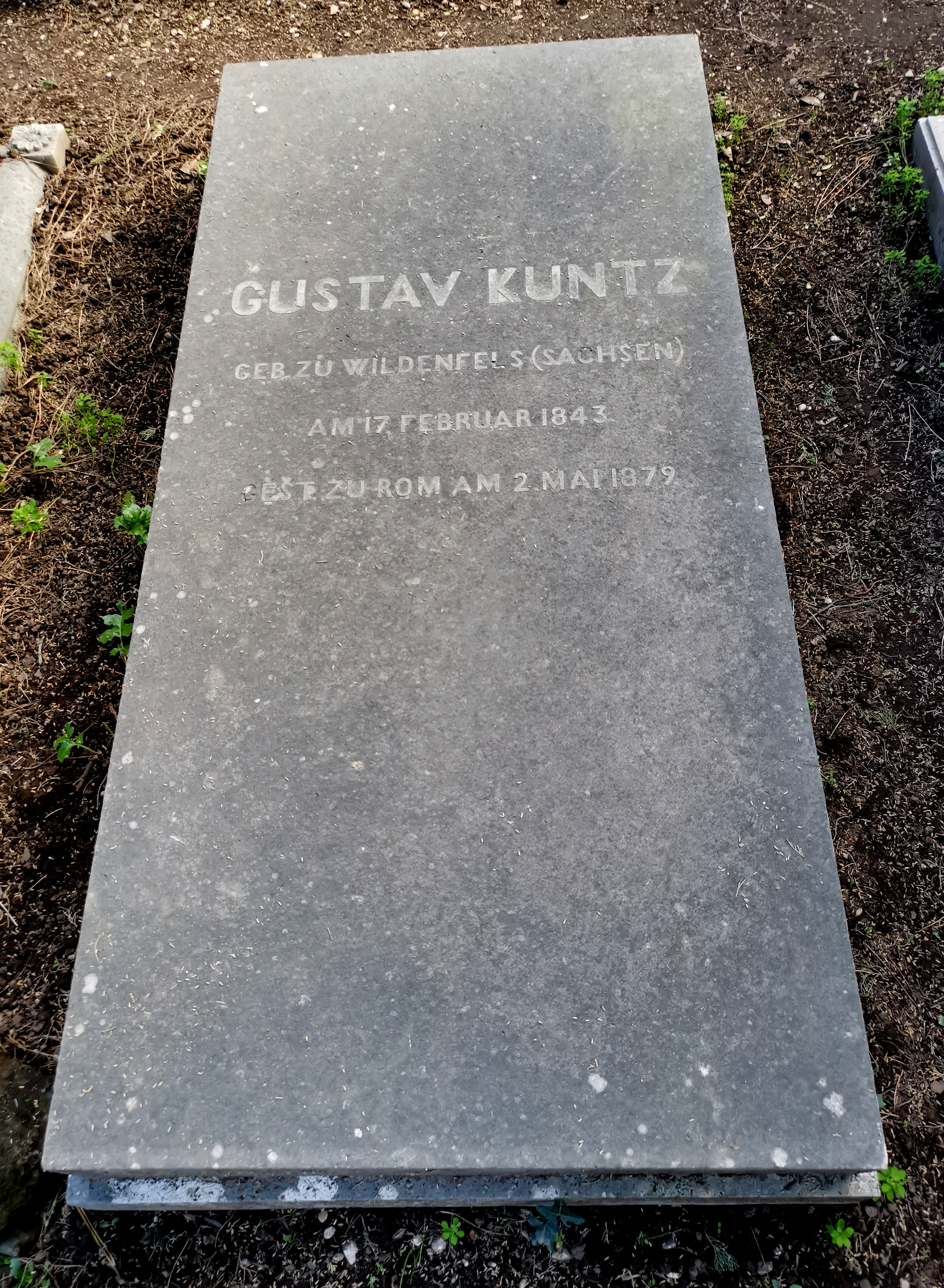
Grab auf dem Nichtkatholischen (Protestantischen) Friedhof Rom

Gustav Adolf Kuntz (* 17. Februar 1843 in Wildenfels, Sachsen; † 2. Mai 1879 in Rom) war ein deutscher Bildhauer und Genremaler.
Kuntz studierte zunächst Bildhauerei an der Dresdner Kunstakademie bei Johannes Schilling (1828–1910). 1870/71 lebte er in Rom, 1871/72 in Weimar. Seit 1873 studierte er an der Wiener Kunstakademie Malerei bei Christoph Christian Ruben (1805–1875) und Heinrich Anton von Angeli (1840–1925). 1874/75 und 1876 bis 1879 lebte er wieder in Rom, wo er auch jung verstarb. Er schuf hauptsächlich Genrebilder mit religiöser Thematik.

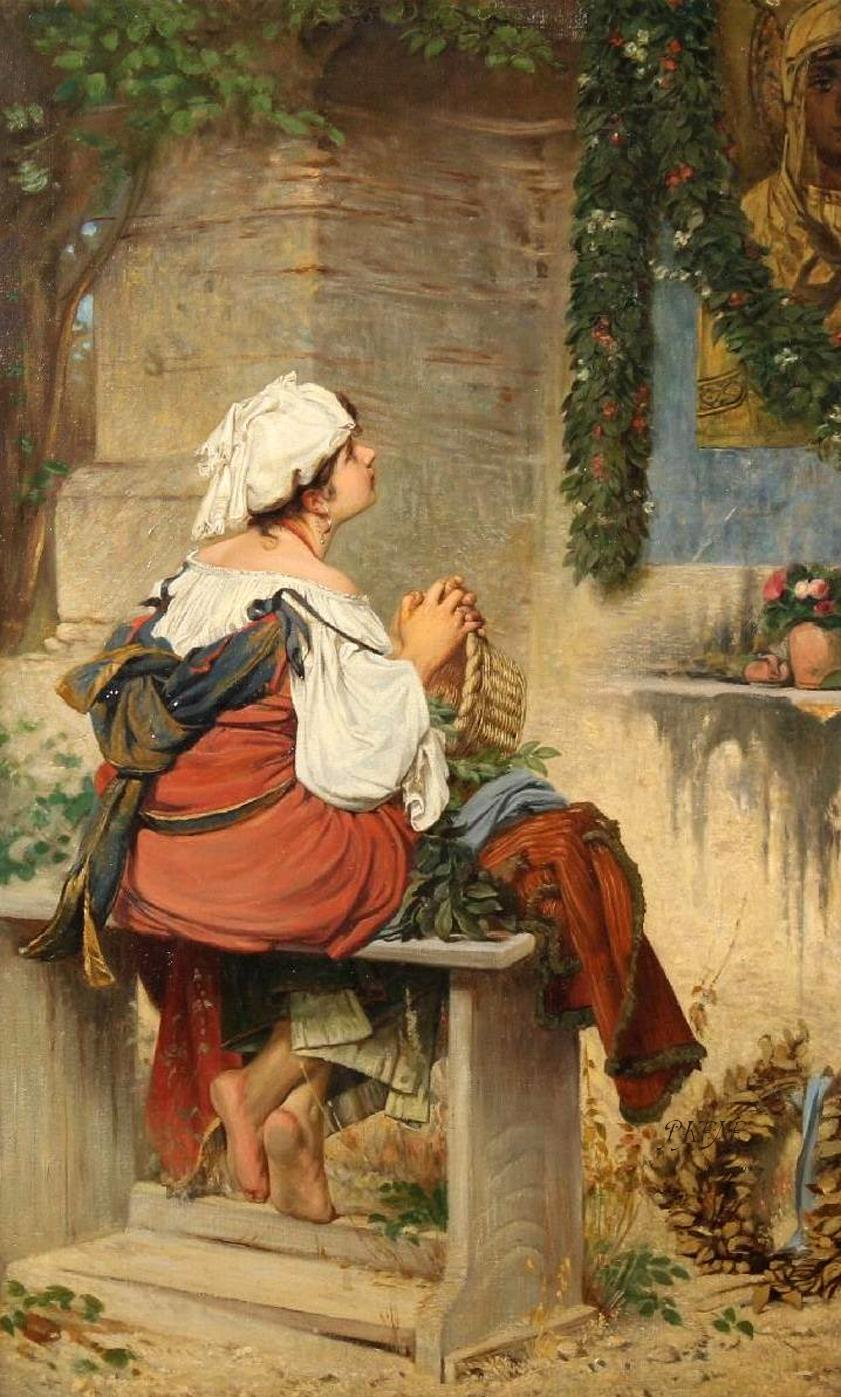
Lasst uns inbrünstig beten
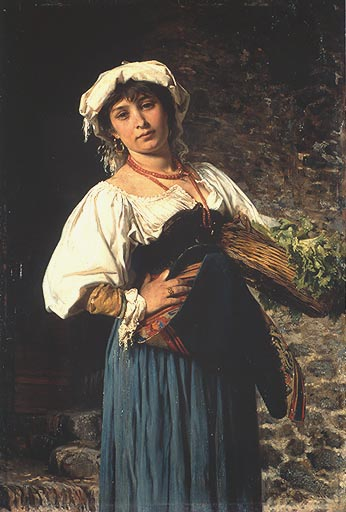
Römische Gemüseverkäuferin
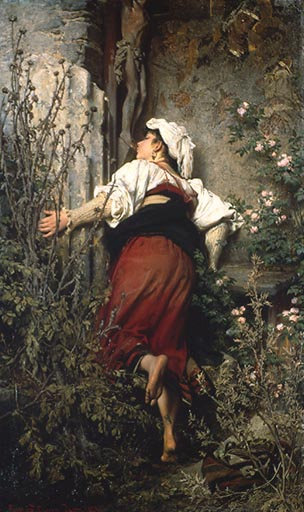
Römische Pilgerin
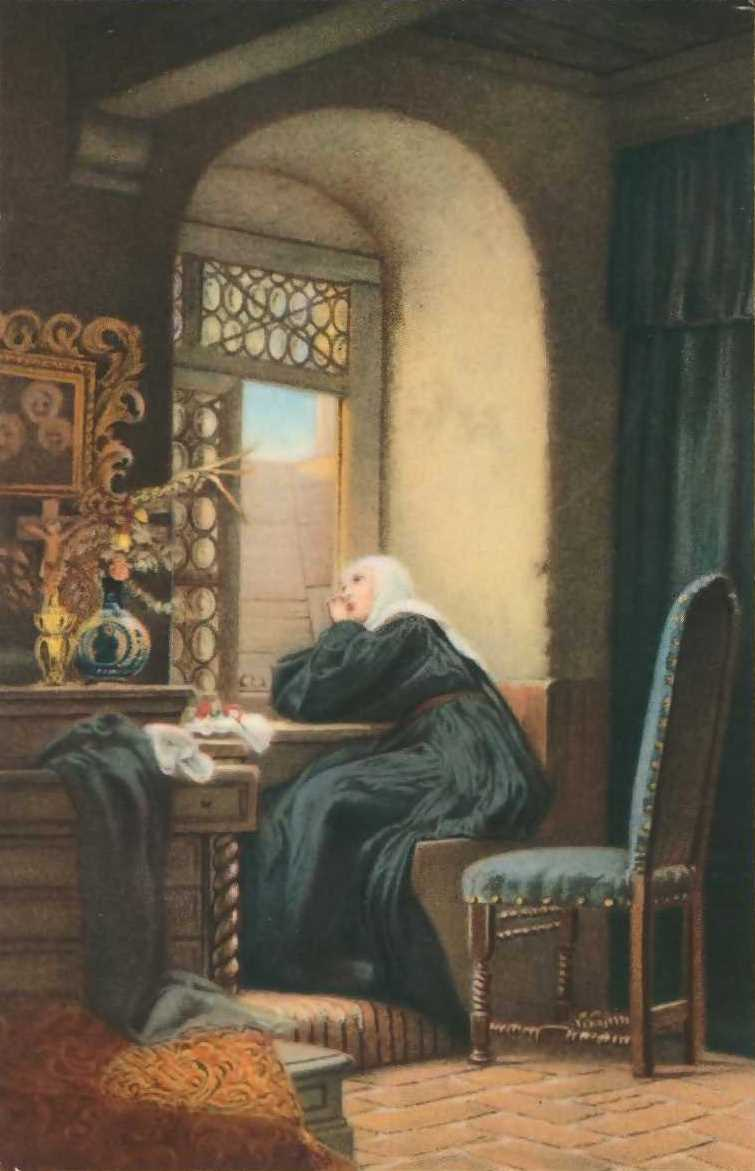
Ein Gruß aus der Welt